# 精管膨大部
精管膨大部（せいかんぼうだいぶ、英: Ampulla of ductus deferens）は、精管が前立腺に入る末端部で袋状に膨らんだ部分をいう。
内部は小室に分かれており、精嚢と似た構造をとる。精管から運ばれてきた精子は射精直前に一時的に精管膨大部にたくわえられて待機する。精管膨大部の開口部は精嚢と合流して射精管となっている。射精時には精管膨大部の平滑筋が収縮して精子を押し出し、精嚢からの分泌液と混合される。